# Campionati mondiali di sci nordico 1926
I Campionati mondiali di sci nordico 1926 furono la terza edizione della manifestazione Campionati mondiali di sci nordico, che si svolsero dal 4 al 6 febbraio 1926 a Lahti, in Finlandia, e contemplarono esclusivamente gare maschili. Vennero assegnati quattro titoli.
La gara più breve dello sci di fondo venne portata da 18 a 30 km, ma già ai Mondiali dell'anno seguente venne riportata a 18 km; la distanza dei 30 km venne reintrodotta solo con i Mondiali del 1954.

## Risultati

### Combinata nordica
Il miglior risultato nel salto fu ottenuto dal Jacob Tullin Thams con 39,5 m al secondo tentativo. Il miglior tempo sui 17 km di fondo fu ottenuto dal vincitore Johan Grøttumsbråten con 1:20:27, circa tre minuti meno del tempo del secondo Thorleif Haug. Emmerich Rath terminò i 17 km in ultima posizione, ma a causa del grosso distacco accumulato non ricevette punti.
| Posizione | Atleta               | Nazione   | Punti  |
| --------- | -------------------- | --------- | ------ |
| 1         | Johan Grøttumsbråten | Norvegia  | 37,125 |
| 2         | Thorleif Haug        | Norvegia  | 34,415 |
| 3         | Einar Landvik        | Norvegia  | 33,127 |
| 4         | Otto Aasen           | Norvegia  | 32,827 |
| 5         | Toivo Nykänen        | Finlandia | 31,583 |
| 6         | Esko Järvinen        | Finlandia | 31,519 |

4 febbraio

Trampolino: Salpausselkä K 40

Fondo: 17 km

### Salto con gli sci
| Posizione | Atleta               | Nazione   | Punti   |
| --------- | -------------------- | --------- | ------- |
| 1         | Jacob Tullin Thams   | Norvegia  | 113,880 |
| 2         | Otto Aasen           | Norvegia  | 113,135 |
| 3         | Georg Østerholt      | Norvegia  | 108,385 |
| 4         | Johan Grøttumsbråten | Norvegia  | 106,020 |
| 5         | Yrjö Kivivirta       | Finlandia | 103,500 |
| 6         | Lars Högvold         | Norvegia  | 105,500 |

4 febbraio

Trampolino: Salpausselkä K 40

### Sci di fondo

#### 30 km
| Posizione | Atleta             | Nazione   | Tempo   |
| --------- | ------------------ | --------- | ------- |
| 1         | Matti Raivio       | Finlandia | 2:20:55 |
| 2         | Tauno Lappalainen  | Finlandia | 2:27:13 |
| 3         | Veli Saarinen      | Finlandia | 2:27:34 |
| 4         | Gustaf Jonsson     | Svezia    | 2:28:27 |
| 5         | Sven Åström        | Svezia    | 2:31:27 |
| 6         | Marrti Lappalainen | Finlandia | 2:34:54 |

4 febbraio

#### 50 km
| Posizione | Atleta            | Nazione   | Tempo   |
| --------- | ----------------- | --------- | ------- |
| 1         | Matti Raivio      | Finlandia | 4:18:18 |
| 2         | Tauno Lappalainen | Finlandia | 4:26:45 |
| 3         | Olav Kjelbotn     | Norvegia  | 4:26:47 |
| 4         | Ole Hegge         | Norvegia  | 4:27:50 |
| 5         | Gustaf Jonsson    | Svezia    | 4:29:55 |
| 6         | Tapani Niku       | Finlandia | 4:30:06 |

6 febbraio

## Medagliere per nazioni
| Posizione | Nazione   | Oro | Argento | Bronzo | Totale |
| --------- | --------- | --- | ------- | ------ | ------ |
| 1         | Norvegia  | 2   | 2       | 3      | 7      |
| 2         | Finlandia | 2   | 2       | 1      | 5      |